# Каваљето
Каваљето (итал. Cavaglietto) је насеље у Италији у округу Новара, региону Пијемонт.
Према процени из 2011. у насељу је живело 320 становника. Насеље се налази на надморској висини од 237 м.

## Становништво
| 1936. | 1951. | 1961. | 1971. | 1981. | 1991. | 2001. | 2011. |
| ----- | ----- | ----- | ----- | ----- | ----- | ----- | ----- |
| 605   | 597   | 476   | 434   | 429   | 407   | 396   | 407   |